# Кофермент A
Кофермент A (коэнзим A, КоA, СоА, HSKoA) — кофермент ацетилирования; один из важнейших коферментов, принимающий участие в реакциях переноса ацильных групп при синтезе и окислении жирных кислот и окислении пирувата в цикле лимонной кислоты.

## Строение
Молекула кофермента A состоит из остатка адениловой кислоты (1), связанной пирофосфатной группой (2) с остатком пантоевой кислоты (3), которая в свою очередь связана амидной связью с аминокислотой β-аланином (4) (эти две группы представляют собой остаток пантотеновой кислоты), соединённой амидной связью с остатком β-меркаптоэтаноламина (5).

## Биосинтез
Кофермент A синтезируется в пять этапов из пантотеновой кислоты (витамина B5) и цистеина:
1. Пантотеновая кислота фосфорилируется в 4'-фосфопантотенат с помощью фермента пантотенаткиназы
2. Цистеин присоединяется к 4'-фосфопантотенату с помощью фермента фосфопантотеноилцистеинсинтетазы с образованием 4'-фосфо-N-пантотеноилцистеина
3. 4'-фосфо-N-пантотеноилцистеин декарбоксилируется с образованием 4'-фосфопантотеина с помощью фермента фосфопантотеноилцистеиндекарбоксилазы
4. 4'-фосфопантотеин с адениловой кислотой формирует дефосфо-КоA под действием фермента фосфопантотеинаденилтрансферазы
5. Наконец, дефосфо-КоA фосфорилируется АТФ в кофермент A с помощью фермента дефосфокоэнзимкиназы.

## Биохимическая роль
С КоА связан ряд биохимических реакций, лежащих в основе окисления и синтеза жирных кислот, биосинтеза жиров, окислительных превращений продуктов распада углеводов. Во всех случаях КоA действует в качестве промежуточного звена, связывающего и переносящего кислотные остатки на другие вещества. При этом кислотные остатки в составе соединения с КоA подвергаются тем или иным превращениям, либо передаются без изменений на определённые метаболиты.

## История открытия
Впервые кофермент был выделен из печени голубя в 1947 году Ф. Липманом. Структура кофермента A была определена в начале 1950-х годов Ф. Линеном в Институте Листера в Лондоне. Полный синтез КоA осуществил в 1961 году X. Корана.

## Список ацил-КоA
Из природных соединений выделены и идентифицированы различные ацильные производные кофермента A:
Ацил-КоA из карбоновых кислот:
- Ацетил-КоА
- Пропионил-КоА
- Ацетоацетил-КоА
- Кумарол-КоА
- Бутирил-КоА

Ацил-КоА из дикарбоновых кислот:
- Малонил-КоА
- Сукцинил-КоА
- Гидроксиметилглютарил-КоА
- Пименил-КоА

Ацил-КоА из карбоциклических кислот:
- Бензоил-КоА
- Фенилацетил-КоА

Существуют также разнообразные ацил-КоА жирных кислот, которые играют большую роль в качестве субстратов для реакций синтеза липидов.